# Капрезе-Мікеланджело
Капрезе-Мікеланджело (італ. Caprese Michelangelo) — муніципалітет в Італії, у регіоні Тоскана,  провінція Ареццо.
Капрезе-Мікеланджело розташоване на відстані близько 200 км на північ від Рима, 65 км на схід від Флоренції, 21 км на північний схід від Ареццо.
Населення — 1450 осіб (2014).
Найвідоміший уродженець - Мікеланджело Буонаротті.
Щорічний фестиваль відбувається 24 червня. Покровитель — Іван Хреститель (італ. San Giovanni Battista).

## Демографія
Населення за роками:

Станом на 1 січня 2023 року в муніципалітеті офіційно проживало 108 іноземців з 23 країн, серед них 33 громадяни країн Євросоюзу та 9 громадян України.

## Сусідні муніципалітети
- Анг'ярі
- Кітіньяно
- К'юзі-делла-Верна
- П'єве-Санто-Стефано
- Субб'яно